# Prádanos de Ojeda
Prádanos de Ojeda ist ein Ort und eine nordspanische Gemeinde (municipio) mit 181 Einwohnern (Stand: 2024) in der Provinz Palencia der Autonomen Gemeinschaft Kastilien-León. 

## Lage und Klima
Prádanos de Ojeda liegt in der altkastilischen Meseta in einer Höhe von ca. 925 m. Durch den Südostender Gemeinde führt die Autovía A-67. Im Gemeindegebiet liegt auch der Flugplatz Aeródromo de Prádanos de Ojera. Die Provinzhauptstadt Palencia befindet sich gut 42 km (Fahrtstrecke) südsüdöstlich. Das Klima im Winter ist kühl, im Sommer dagegen trotz der Höhenlage gemäßigt bis warm; Niederschläge (ca. 640 mm/Jahr) fallen überwiegend im Winterhalbjahr.

## Bevölkerungsentwicklung
| Jahr      | 1970 | 1981 | 1991 | 2001 | 2011 | 2021 |
| Einwohner | 423  | 250  | 268  | 242  | 218  | 185  |

## Sehenswürdigkeiten

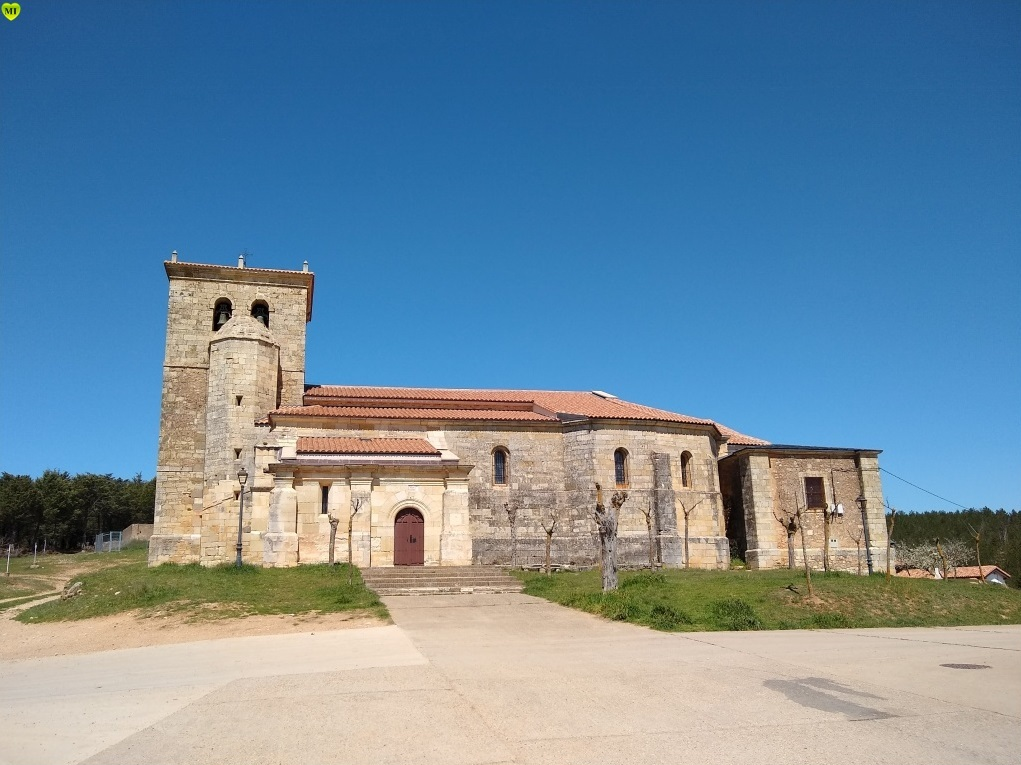
Christopheruskirche
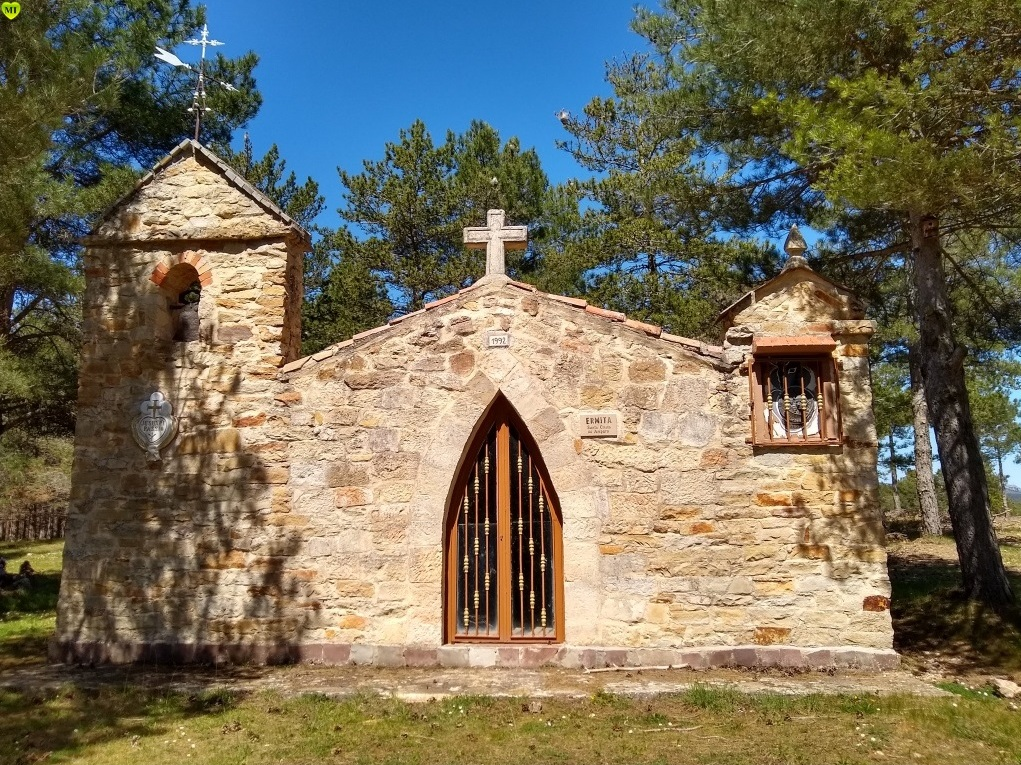
Peteruskapelle

- Christopheruskirche
- Kapelle